# Dauphiné (skocznia narciarska)
Tremplin du Dauphiné – nieczynna duża skocznia narciarska o punkcie konstrukcyjnym K112, zlokalizowana we francuskiej miejscowości Saint-Nizier, na północnym stoku góry Les Trois Pucelles (1456 m n.p.m.), na wysokości 1280 m n.p.m. Wybudowana w latach 1966–1967 z myślą o konkursie skoków narciarskich podczas Zimowych Igrzysk Olimpijskich 1968 w Grenoble. Posiadała oświetloną bulę, zeskok i dojazd. Obiekt zamknięto w 1990 r.

## Historia
Przed Zimowymi Igrzyskami Olimpijskimi 1968 postanowiono, że normalna skocznia P-70 zostanie wybudowana w Autrans (Le Claret), natomiast duża P-90 – w Saint-Nizier, skąd roztacza się piękny widok na Grenoble. Nazwa obiektu nawiązuje do Delfinatu (franc. Dauphiné) – krainy historycznej, w której usytuowane jest Saint-Nizier. Na realizację inwestycji zaplanowano budżet w wysokości 5,9 mln franków francuskich, a zaprojektowanie obiektu zlecono Heiniemu Klopferowi i Pierre'owi Dallozowi. Budowę rozpoczęto w lipcu 1966 r., a zakończono w styczniu 1967 r., na ponad rok przed rozpoczęciem igrzysk. Inauguracyjne zawody - Międzynarodowy Tydzień Springera - zorganizowano już w styczniu 1967 r. Podczas pierwszego treningu Max Bolkart przekroczył 100 m, a w kolejnym osiągnął 112 m, natomiast całą imprezę wygrał Bjørn Wirkola, uzyskując 99 m.
Olimpijski konkurs indywidualny na Tremplin du Dauphiné rozegrano 18 lutego 1968 przed licznie zgromadzoną publicznością (około 70 000 widzów), a jego zwycięzcą został Władimir Biełousow przed Jiřím Rašką i Larsem Grinim.
W latach 70. XX wieku skocznię rozbudowano do punktu konstrukcyjnego K112. Na Tremplin du Dauphiné trzykrotnie odbyły się zawody Pucharu Świata – dwa razy w sezonie 1979/80 (9 i 10 lutego 1980) i jeden raz w edycji 1980/81 (28 lutego 1981). W 1980 r. zwyciężali kolejno Piotr Fijas i Tom Christiansen, a w 1981 r. – Roger Ruud. Obiekt ten miał być również gospodarzem dwóch konkursów Pucharu Świata w następnym sezonie (9 i 10 stycznia 1982), jednak odwołano je z powodu wysokich temperatur powietrza i braku śniegu. W kolejnych latach odbyły się na nim cztery konkursy Pucharu Europy (po dwa w sezonach 1982/83 i 1983/84).
Od połowy lat 80. XX wieku na Tremplin du Dauphiné nie organizowano żadnych poważniejszych zawodów międzynarodowych, a opuszczony obiekt niszczał, tracąc w międzyczasie homologację FIS. Losy skoczni zostały przesądzone w 1988 r., gdy podjęto decyzję o budowie nowej skoczni Tremplin du Praz w Courchevel na potrzeby Zimowych Igrzysk Olimpijskich 1992 w Albertville. W 1990 r., decyzją mera Saint-Nizier, ze względów finansowych zaprzestano jakichkolwiek prac konserwacyjnych, a obiekt wyłączono z użytkowania i zamknięto. W kolejnych latach uszkodzeniu uległy elementy betonowe konstrukcji skoczni. Koszty rozbiórki obiektu władze gminy Saint-Nizier uznały za zbyt wysokie w stosunku do swoich możliwości budżetowych.